# Star 66
Le Star 66 est un camion polonais fabriqué entre 1958 et 1965 par Fabryka Samochodów Ciężarowych „Star”.

## Historique
En 1952 la Commission nationale de planification économique (Państwowa Komisja Planowania Gospodarki) avec la Direction générale de planification militaire (Zarząd Główny Planowania Uzbrojenia i Techniki Wojennej) organisent un concours pour concevoir un camion tout-terrain de moyen tonnage. D'après les critères du concours il faut utiliser dans le projet le maximum d'éléments des camions Star 20 et Lublin 51. Les premiers résultats sont présentés en juin 1952 par le Bureau de construction de l'industrie automobile (Biuro Konstrukcyjne Przemysłu Motoryzacyjnego) de Varsovie et par sa section de Łódź. Après l'approbation des projets par la commission, deux prototypes sont construits en 1953: le Star 44 à deux essieux et le Star 66 à trois essieux.
Les deux prototypes sont construits sur des châssis en H soudé réalisé avec des tôles embouties. Ils reçoivent une boîte de vitesses non synchronisée à 5 rapports. Le Star 44 est équipé d'un moteur essence de 4680 cm³ d'une puissance de 87,5 ch. Quant au Star 66 il est propulsé par un moteur essence de 102,5 ch.
Après avoir effectué les essais sur route en 1954, il a été décidé d'abandonner le projet Star 44 et de continuer le développement du Star 66. La cause de cette décision est le manque de possibilité technique de produire parallèlement deux différents modèles ce qui est dû aux difficultés économiques de l'industrie socialiste. D'autres prototypes sont construits la même année, en 1955 ils sont testés par l'Armée polonaise. Le ministère de la défense nationale donne une opinion positive et en janvier 1956 la documentation technique est approuvée.
La production en série démarre en 1958. La version définitive du Star 66 est propulsée par un moteur de 105 ch. La cabine biplace est ouverte et couverte par une toile en tarp, le pare-brise est en deux parties.
La production du Star 66 s'arrête en 1965 après avoir lancé son successeur le Star 660.